# Немогуће бекство
Немогуће бекство (енгл. No Escape), амерички је научнофантастични акциони филм из 1994. године, у режији Мартина Кембела, а по сценарију Мајкл Гејлина и Џоела Гроса. Главне улоге играју: Реј Лиота, Ленс Хенриксен, Стјуарт Вилсон, Кевин Дилон, Мајкл Лернер и Ерни Хадсон.

## Радња
Радња филма смештена је у 2020-е. Главни лик - Робинс (Реј Лиота) - због убиства свог команданта, налази се у приватном затвору за непоправљиве злочинце на острву Ебсолом. Бекство из Ебсолома се сматра немогућим. Затвореници, који се налазе на острву практично без заштите, подељени су у две групе: у једној групи су се окупили разбојници, у којима није остало ништа људско (а садистички директор затвора им повлађује), у другој они који се могу назвати нормалним људима који покушавају да живе обичним људским животом. Робинс стаје на њихову страну и помаже им да победе разбојнике. Са малом групом присталица, на крају успева да побегне, а затим се пробије до америчких власти и исприча им о страхотама које се дешавају на овом острву. Као резултат тога, приватни затвор је затворен, а преживели „нормални” затвореници су враћени у отаџбину и амнестирани.